# Рушево Крмпотско
Рушево Крмпотско (хрв. Ruševo Krmpotsko) је насељено место у саставу града Нови Винодолски, Приморско-горанска жупанија, Хрватска.

## Историја
До територијалне реорганизације у Хрватској било је у саставу старе општине Цриквеница.

## Становништво
У попису становништва из 2011. године, Рушево Крмпотско је имало 4 становника.
| Број становника према пописима | Број становника према пописима | Број становника према пописима | Број становника према пописима | Број становника према пописима | Број становника према пописима | Број становника према пописима | Број становника према пописима | Број становника према пописима | Број становника према пописима | Број становника према пописима | Број становника према пописима | Број становника према пописима | Број становника према пописима | Број становника према пописима | Број становника према пописима |
| ------------------------------ | ------------------------------ | ------------------------------ | ------------------------------ | ------------------------------ | ------------------------------ | ------------------------------ | ------------------------------ | ------------------------------ | ------------------------------ | ------------------------------ | ------------------------------ | ------------------------------ | ------------------------------ | ------------------------------ | ------------------------------ |
| 1857                           | 1869                           | 1880                           | 1890                           | 1900                           | 1910                           | 1921                           | 1931                           | 1948                           | 1953                           | 1961                           | 1971                           | 1981                           | 1991                           | 2001                           | 2011                           |
| 180                            | 0                              | 203                            | 202                            | 155                            | 220                            | 206                            | 173                            | 147                            | 122                            | 94                             | 29                             | 11                             | 3                              | 5                              | 4                              |

Напомена: До 1900. исказивано под именом Рушево. Године 1869. подаци су садржани у насељу Јаков Поље, као и део података 1857. Садржи податке за некадашња насеља Обор и Подомар, која су до 1948. исказивана као насеља.